# Libre Service Actualités
Pour les articles homonymes, voir Libre-service (homonymie) et LSA.
Libre Service Actualités (abrégé LSA) est un magazine hebdomadaire professionnel français consacré à l’actualité et à l’analyse des tendances de l'industrie alimentaire, du commerce, de la grande distribution et de la consommation.
Sa diffusion papier est de 18 518 exemplaires en 2022, mais la revue est aussi présente en ligne (site lsa-conso.fr).

## Historique
La revue LSA est créée en 1958. Il s'agit du premier organe de presse spécialisée s'adressant aux commerçants français afin de les informer des transformations de la distribution alimentaire aux États-Unis et des transformations en cours en France. Jacques Pictet, secrétaire général de la centrale d'achat Paridoc, en est le premier directeur de publication. La revue diffuse les statistiques sur le libre-service, produites par l’Institut français du libre-service (IFLS), créé la même année.
En 1968, la revue invente le mot hypermarché et en donne la définition.
La revue appartient aujourd'hui au groupe Infopro Digital, propriété du fonds d'investissement Towerbrook, depuis 2016.